# Кетчел, Стэнли
Стэ́нли Ке́тчел (Stanley Ketchel, 14 сентября 1886, Гранд-Рапидс, Мичиган — 15 октября 1910, Спрингфилд, Миссури) — американский боксёр-профессионал польского происхождения, чемпион мира в среднем весе.
Один из сильнейших нокаутёров в истории бокса (94 % нокаутов), обладал феноменально сильным ударом для своего телосложения. Нэт Флэйшнер, основатель и первый редактор журнала The Ring, считал Кетчела величайшим средневесом за всю историю бокса. При собственном весе 77 кг и росте 170 см, Стэнли по прозвищу «Мичиганский Убийца» бился с сильнейшими тяжеловесами своей эпохи, намного выше и тяжелее его.
Погиб в возрасте 24 лет. Кетчел скончался в Спрингфилдском госпитале от огнестрельного ранения, полученного от беглого преступника и его подельницы, которых он проучил за битьё лошади, готовясь к матч-реваншу за титул чемпиона мира в тяжёлом весе против Джека Джонсона. Его похороны на родине в Гранд-Рапидс стали одной из самых массовых траурных процессий провожавших спортсменов США за всю историю страны.